# Montelupone
Montelupone est une commune italienne de 3 465 habitants de la province de Macerata.

## Géographie
Le centre historique de la commune de Montelupone se trouve à une altitude de 272 mètres s.l.m. et s’étend sur 34 km2. Le territoire est composé de collines typiques des Marches, se trouve à 12 km de la mer Adriatique, à 13 km de Macerata, à 20 km de Loreto, à 9 km de Recanati et à 48 km d’Ancône (chef-lieu de la région). Elle est bordée par les villages de Macerata, Recanati, Potenza Picena, Montecosaro et Morrovalle. Dans la zone de plaine où se trouve le hameau San Firmano coule la rivière Potenza.

## Architectures religieuses
- Église et Abbaye de San Firmano (986 après J.-C.) : construction romane avec lunette du portail en relief. Dans la crypte est conservée une terre cuite d’Ambroise della Robbia (1526); dans la sacristie Crucifix en bois.
- Église et le couvent de San Francesco (XIII - XVIII)
- Église de Sainte Claire (XV - XVIII) : fermée au public après le tremblement de terre de 2016, l’église possédait à l’intérieur un retable du maître-autel, représentant une Vierge à l’Enfant et saints signé par le peintre de Messine Onofrio Gabrieli et une copie de l’Annonciation de Federico Barocci présent dans la chapelle des ducs d’Urbino dans la sainte Maison de Lorette.

## Architectures civiles
- Palais Calcaterra (XIV-XVIIIe siècle)
- Palais Tomassini (XIV-XVIIIe siècle)
- Palais Tomassini - Barbarossa (XIV-XVIIIe siècle)
- Palais Chigi-Celsi-De Santis (XIV-XVIIIe siècle)
- Tour à pointeau (Xve siècle)
- Palais Giachini (XV - XVIIIe siècle)
- Église de la Pietà (XV) : ancienne église paroissiale dédiée à saint Jean-Baptiste en salle.
- Palazzo Comunale
- Palais des Prieurs (XIVe siècle)
- Palais Narcisi - Magner (XVIIIe siècle)
- Le théâtre Nicola degli Angeli.

## Architectures militaires
- Porte médiévale du Cassero
- Porte médiévale du Trebbio
- Porte médiévale Santo Stefano
- Porte médiévale Ulpiana

## Bibliothèques
- Archives historiques
- Bibliothèque communale
- Bibliothèque paroissiale Santi Pietro e Paolo
- Centre multimédia Leonardo da Vinci

## Musées
- Pinacothèque civique : on y conserve des œuvres réalisées par des artistes comme le flamand Ernest Van Schayck, Pier Paolo Jacometti, des peintures de l’école du Lotto. Il y a aussi des œuvres en bois des Marches, des meubles sacrés, des pièces archéologiques de l’époque romaine et picena. En outre, des œuvres d’artistes montelupones contemporains.
- Musée démo-anthropologique d’art et de l’artisanat ancien : il est exposé des outils et des outils de travail se référant à l’artisanat antique du territoire de la bande des collines des Marches.
- Musée national de la campagne de l’Agro Romano pour la libération de Rome 1867. Il a été réalisé en 1905 dans la commune de Mentana (Rome), lieu de la fin de la campagne de l’Agro Romano le 3 novembre 1867. Il conserve des témoignages du volontaire garibaldien Pietro Giovagnetti, 20 ans, tombé à Mentana le 3 novembre 1867. Une pierre le rappelle à l’intérieur de l’Hôtel de Ville de Montelupone. À côté du Musée national de Mentana se trouve l’Ara-ossuaire avec les 300 volontaires tombés dans la Campagne du Risorgimento de 1867.

## Personnalités liées à la commune
- Gabriele Galantara (1865-1937), caricaturiste socialiste né dans cette commune.

## Hameaux
Aneto/Becerica, Canneggiano, Case Bruciate, Castelletta, Cervare, Colle Forche, Fonte Pianella, Fonterosa, Isola, Montenovo, San Firmano, San Martino, San Matteo, Sant'Agostino Sbarre, Sbarre

## Communes limitrophes
Macerata, Montecosaro, Morrovalle, Potenza Picena, Recanati